# Контоставлос, Тулиса
Ту́ла Паули́на «Тули́са» Контоставло́с (англ. Tula Paulinea "Tulisa" Contostavlos, греч. Τούλα Παυλίνα Κοντόσταυλος), также известная просто как Тули́са (англ. Tulisa; род. 13 июля 1988, Лондон) — британская певица, участница хип-хоп-группы N-Dubz. Известна как судья 8-го и 9-го сезонов британского шоу талантов The X Factor, на котором она победила со своей подопечной группой Little Mix.
26 ноября 2012 года вышел её дебютный альбом The Female Boss, достигнувший в британском чарте UK Albums Chart только 35-го места с низким числом продаж.

## Биография

### Ранняя жизнь и начало карьеры
Контоставлос родилась в Лондоне. Её мать, Энн Бирн, — ирландка, а отец, Стив Контоставлос, бывший участник рок-группы Mungo Jerry, — грек кипрского происхождения (её дед по отцовской линии был дипломатом ООН). Когда Тулисе было пять лет, её мать, страдавшая биполярным аффективным и шизоаффективным расстройствами, была отлучена от дочери. Отец Контоставлос покинул семью, когда ей было 14 лет. Она говорила, что в детстве как подростка её коснулось многое: насилие, депрессия, наркомания, злоупотребление алкоголем, нервная анорексия, проблемы психического здоровья, финансовые трудности и издевательства.
Контоставлос говорила, что, будучи подростком, она два раза пыталась покончить с собой. Благодаря своему дяде, бывшему менеджеру группы N-Dubz, Байрону Контоставлосу, в возрасте 14 лет она поступила в Haverstock School, позже училась в Quintin Kynaston Community Academy, но в результате не сдала экзамены.

### 2000—11: N-Dubz

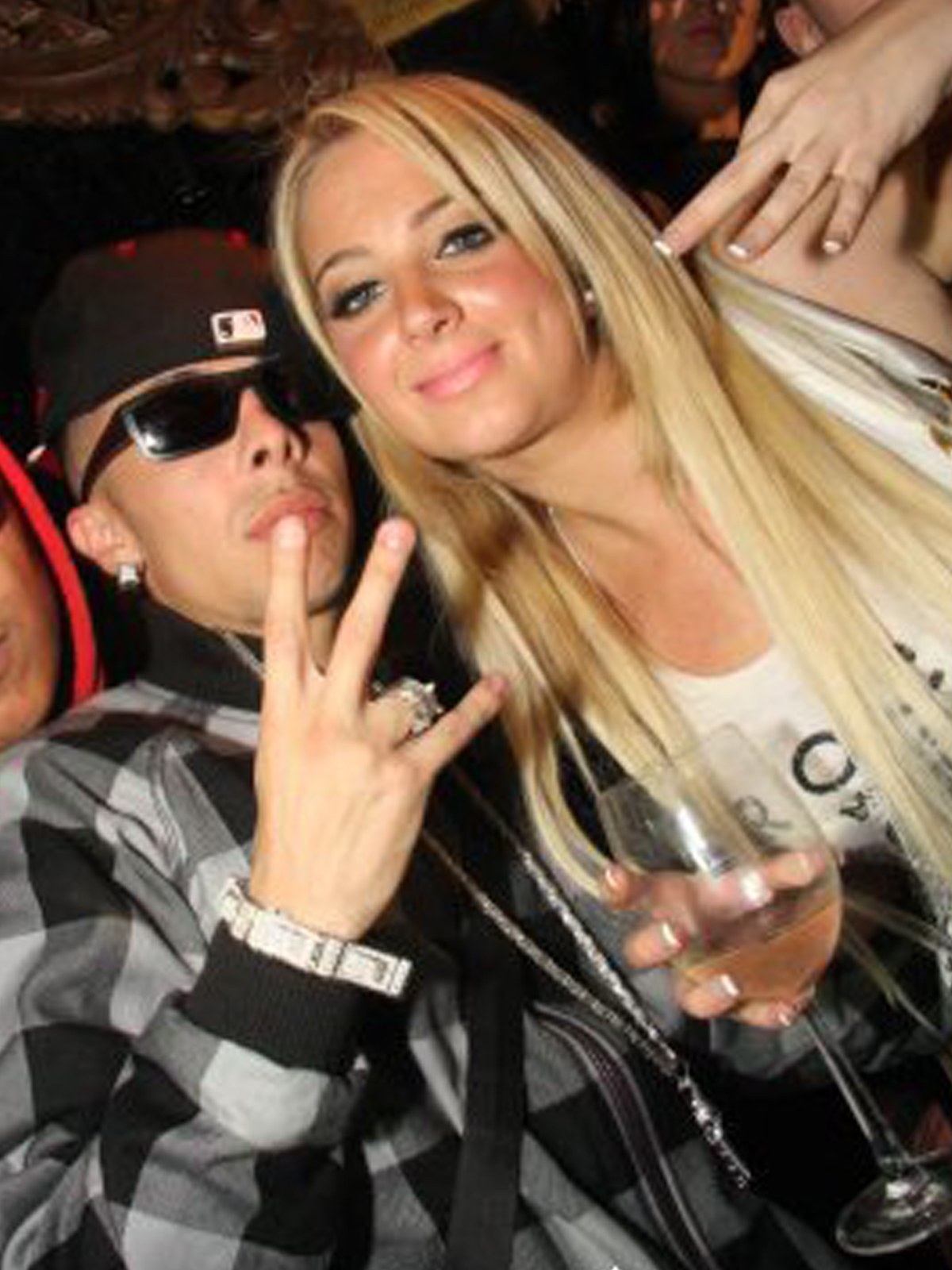
Контоставлос и Dappy, участник группы N-Dubz, в 2012 году.

В 2000 году Контоставлос вместе со своим двоюродным братом, рэпером Dappy, и рэпером Fazer создала группу N-Dubz. Дебютный студийный альбом был выпущен лишь в 2008 году и стал платиновым в Великобритании. За период своего существования группа выпустила три студийных альбома, два из которых вошли в десятку UK Albums Chart.
В ноябре 2011 года Контоставлос объявила о перерыве в группе из-за разногласий с Dappy, желавшим начать сольную карьеру.

### 2011—12:The X FactorиThe Female Boss
В 2011 году Контоставлос стала судьёй восьмого сезона британского шоу талантов The X Factor, заменив ушедшую из шоу Шерил Коул. В финале сезона группа Little Mix, наставником которой была Контоставлос, победила. Гёрл-бэнд стал самым успешным за всю историю проекта. Тулиса также осталась в составе жюри в следующем сезоне.
Первый сольный сингл певицы, «Young», был выпущен 29 апреля 2012 года. Дебютный альбом, под названием The Female Boss, был выпущен 26 ноября 2012 года и занял 35-е место в UK Albums Chart. Из альбома было выпущено ещё два сингла, «Live It Up», 9 сентября 2012 года, и «Sight of You», 2 декабря.

### 2013—наст. время: Второй студийный альбом
В марте 2013 года Тулиса начала работу над новым альбомом. Она вела переговоры с Канье Уэстом о продюсировании предстоящего второго альбома и написании нескольких песен.
22 февраля 2013 года стало известно, что участие Контоставлос в десятом сезоне The X Factor под вопросом. После нескольких месяцев раздумий, она подтвердила, что покидает шоу после двух сезонов. В результате, она была заменена судьёй оригинального состава, Шэрон Осборн.

## Дискография
- The Female Boss (2012)

## Туры
- Ne-Yo Tour (совместно с Ne-Yo) (2013)

## Фильмография
| Год  |   | Русское название            | Оригинальное название  | Роль    |
| ---- | - | --------------------------- | ---------------------- | ------- |
| 2007 | с |                             | Dubplate Drama         | Лорисса |
| 2011 | ф | Большой жирный бандит-цыган | Big Fat Gypsy Gangster | Шаникуа |
| 2011 | ф | Дети-самоубийцы             | Demons Never Die       | Эмбер   |